# Дост Мухаммед хан Баракзай
Дост-Мухаммед-хан син Паїнда-хана з роду Баракзаїв (23 грудня 1793, Кандагар — 9 червня 1863, Герат) — емір Афганістану з 1834 року.

## Життєпис

### Сім'я
Двадцятий син Паїнда-хана, глави племені баракзаїв. Мав багато синів, в т.ч. Афзула-хана, Азим-хана, Акбара-хана і Шир Алі хана.

### Діяльність
Народився 1793 року. 1799 року його батька було страчено за наказом Земан-шаха. 1809 року, коли його старший брат Фатіх Хан став фактичним правителем Дурранійської держави призначається наджибом (заступником візира) в Кабулі та очільником особистої охорони брата. У 1813—1814 роках брав участь у військовій кампанії проти сикхів на чолі із Ранджит Сінґхом, що захопив Кашмір.
1817 року після арешту брата Фатіх Хана за наказом Махмуд-шаха був схоплений вірними шахові військами. 1818 року страта Фатіх хана призвела до повстання його братів на чолі із Мухаммад Азім-ханом, до якого втік Дост Мухаммед. Невдовзі Мухаммад Азім-хан захопив Кабул, де оголосив себе візиром, поставивши номінальним правителем Аюб-шаха. В свою чергу Дост Мухаммед спочатку отримав Кухістан, а потім Газні.
1823 року після смерті МухаммадАзім-хана втрутився у боротьбі за владу, оскільки його молодий небіж Хабібулла Хан не мав значної підтримки. Втім владу в Кабулі захопив інший брат Шерділ, кандагарський хан. Спроба Дост мухаммеда захопити Кабул виявилася невдалою. Зрештою за втручання посередників Кабул було передано ще одному брату — Султан Мухаммед-хану. Втім той невдовзі вступив у протистояння з іншим братом — пешаварським ханом Яр Мухаммед-ханом. Цим скористався Дост Мухаммед, який 1826 року змусив Султан Мухаммед-хана поступитися Кабулом, після чого той перебрався до Пешавару. 1827 року Дост Мухаммед здійснив похід на Кандагар, де змусив брата Пурділ-хана визнати свою зверхність. Втім після смерті останнього у 1829 році вимушен був протистояти намірам гератського хана Камран-Шаха встановити владу над Кандагаром.
1831 року розпочав створення регулярної армії. 1833 року раптовим ударом він захопив Джелалабад, де панував його небіж Наваб Мухаммад Заман Хан. У 1834 році проголосив себе еміром, поклавши початок новій, Баракзайській династії. Водночас вимушен протистояти магарджи Ранджит Сінґху, який розпочав наступ на Пешавар, який було захоплено того ж року, а брати Дост Мухаммеда вигнані з нього. 1836 року відмовився від відвоювання цього міста, розуміючи переваги сикхів над своїм військом.
Об'єднувальна політика Дост Мухаммеда, в якій він намагався заручитись підтримкою Російської імперії, зустріла опір Великої Британії. У 1838 році Велика Британія розв'язала війну проти Афганістану. На першому її етапі Дост Мухаммед активно брав участь у спротиві агресорам, але наприкінці 1840 року здався у полон і був засланий до Індії. У 1842 році англійці, які зазнали поразки у війні, були змушені звільнити Дост Мухаммеда. 1843 року він повернувся до Афганістану, де знову став еміра.
Завершив військову реформу, створивши 5 регулярних полків. Його радником став полонений англійський генерал Кемпбелл, який прийняв іслам і виконував в афганській армії посаду інструктора. Дост Мухаммед став поступово розширювати свої володіння. 1843 року були підпорядковані центральні райони від Баміана до кордонів Балхського ханства (перебувало під зверхністю Бухарського емірату), а землі хазарейців до кордонів Кандагарського та Гератського ханств.
1850 року встановив зверхність над Балхським ханством, що призвело до конфлікту з Бухарським еміратом. 1855 року післясмерті брата Коханділ-хана приєднав Кандагар. Того ж року уклав з Великою Британією Другий Пешварський договір, за яким встановлено союз з британцями проти Персії та Російської імперії. Натомість Дост Мухаммед вимушен був відмовитися від Белуджистану, що входив до складу Кандагарського ханства. Водночас визнавалося право Дост Мухаммеда підкорювати узбецькі ханства в Південному Туркестані. В рамках цієї угоди того ж року підкорив Акцинське ханство, а 1859 року —Кундузьке ханство. Водночас створив нову провінцію — Афганський Туркестан — куди увійшли усі підкорені ханства. На її чолі поставив сина Афзаля. 1857 року оголосив війну Персії, підтримавши Велику Британіюу війні з останньою. 1859 року уклав з бухарським еміром Насруллою угоду, за якою кордоном між обома державами визнавалася переважно річка Амудар'я.
1862 року скористався конфліктом з гератським ханом Султан Ахмадом (своїм небожем і зятем) виступив проти гератців. Спочатку захопив Східний Сістан, потім почав облогу Герату, що тривала 10 місяців. Зрештою 1863 року Гератське ханство було підкорено та приєднано до Емірату Афганістан. Помер Дост Мухаммед того ж року в Гераті. Трон спадкував його син Шир Алі.